# Герб Стрілок (Самбірський район)
Герб Стрілок — офіційний символ села Стрілки, Самбірського району Львівської області, затверджений 23 березня 1999 року рішенням сесії Стрілківської сільської ради. Герб є промовистим.
Автор — А. Гречило.

## Опис
У золотому полі синя хвиляста балка, над нею дві скошені навхрест вістрями вгору чорні стріли, під нею — червона голова лисиці.

## Зміст
Дві чорні стріли уособлюють назву поселення. Синя смуга вказує на розташування Стрілок над річкою Дністер. Голова лисиці свідчить, що на території села на річці був Лисичий брід, про який згадується в давнину.